# Kustendorf
Küstendorf, más neven Drvengrad és Mecavnik a 2000-es évek elején létrehozott néprajzi falu Szerbia nyugati határa közelében, Mokra Gora mellett. Az ötlet Emir Kusturica filmrendezőtől származott, aki 2002–2003 között filmet forgatott a közelben. A balkáni hegyi települést idéző falu szabadtéri múzeumként működik: turisták által látogatható, több ház szállóként, étteremként, műhelyként, üzletként szolgál, mozija és könyvtára is van, és filmfesztiválokat is tartanak itt.

## Az ötlet
Emir Kusturica kijelentette: 
Elveszítettem városomat [Szarajevót] a háború alatt. Ezért szerettem volna saját falut építeni. Német nevet visel: Küstendorf. Szemináriumokat szervezek ott azoknak, akik szeretnének megtanulni mozikészítést, koncerteket, kerámiát, festészetet. Ez az a hely, ahol élni fogok, és ahová időnként néhány ember eljöhet. Természetesen lesznek más lakosok is, akik dolgozni fognak. Egy nyitott helyről álmodom, kulturális sokszínűséggel, amely felveszi a harcot a globalizációval."
Kusturica szavai szerint: „Egy olyan várost alkottam, mely úgy néz ki, mintha mindig is lakták volna. Bár sohasem volt úgy.”

## Elnevezése
Hivatalos szerb neve Drvengrad, melynek jelentése faváros, utalva a fából készült épületekre. Maga Kusturica Küstendorfnak nevezte el (Kustu-dorf, azaz németül „Kusturica-falu”, bár a Küste vízpartot is jelent). Ismert a Mećavnik (Hóvihar – a domb és a szomszédos falu neve) és Sharingrad (sokszínű város) neveken is.

## Fekvése
Küstendorf Mokra Gora Természeti Parkban, a Mokra Gora falu fölé emelkedő Mećavnik (Мећавник) dombon áll. Megközelíthető Mokra Gorából az állomástól induló gyalogúton, de északról autóval járható út is vezet a bejáratig. Višegradtól 25, a községközpont Užicétól 45, Belgrádtól 200 kilométerre van.

## Története
A falu építésének ötlete Az élet egy csoda című film forgatása alatt fogalmazódott meg. Kusturica így számolt be a helyszín kiválasztásáról: „Napokig vártunk, hogy rögzíthessünk néhány napsütéses, száraz időt igénylő jelenetet. Végül megpillantottam egy helyet, amelyet állandóan megvilágított a nap, és ahonnan az egész környék belátható volt. Úgy döntöttem, hogy oda fogok költözni.”
Kezdetben csak saját magánházát tervezte felépíteni, azonban később egész falut alakított ki körülötte. A hagyományos balkáni faépületeket Szerbia és a Boszniai Szerb Köztársaság területéről hozták, majd a helyszínen összeállították őket. Drvengradot 2004. szeptember 25-én nyitották meg a látogatók számára, és ennek alkalmából levetítették Az élet egy csoda filmet.
Az alapításról Kusturica a következőket mondta: „A városom elveszett a háborúban. Ezért szerettem volna felépíteni saját falvamat. Német nevet visel: Küstendorf. Itt fogok tanfolyamokat szervezni azok számára, akik szeretnének tanulni a film- és koncertrendezésről, a kerámiáról, a festésről. Itt fogok élni, de más emberek is ellátogathatnak egyszer-egyszer ide. [...] Olyan nyitott helyről álmodom, amely kulturális sokszínűségével ellenáll a globalizációnak.”
2005-től kezdődően filmrendezői tanfolyamokat tartanak. 2005-ben a Philippe Rotthier Alapítvány az európai építészet legutóbbi három éve legnagyobb teljesítményének nevezte Drvengradot. 2007-ben sípályákat nyitottak a falu közelében és felépítették a Mladost szállodát. 2008 óta Drvengradban tartják a Küstendorfi Nemzetközi Film- és Zenei Fesztivált.

## Leírása
Alaprajza téglalap alakú, északi oldalán van a főbejárat, déli részén pedig a Szent Szávának szentelt orosz stílusú fatemplom. A faházakkal szegélyezett főutcát vasúti talpfákkal fedték. A falu házainak legtöbbje 19. századi boszniai és szerb (Zlatibor vidéki) parasztház, melyeket eredeti helyükről hoztak el és kőtalapzatokra állítottak. Az egyetlen újonnan épült épület a fatemplom és a mellette levő harangláb.
A településnek van mozija, könyvtára, kiállítóterme, üzletei. A misztikus hangulatot fából készült nagy madárfigurák fokozzák. Az utcákat Kusturica által nagyra tartott emberek után nevezték el: a főutca neve Ivo Andrić, és vannak Nikola Tesla, Novak Đoković, Che Guevara, Diego Maradona, Federico Fellini, Ingmar Bergman utcák is.

## Képek

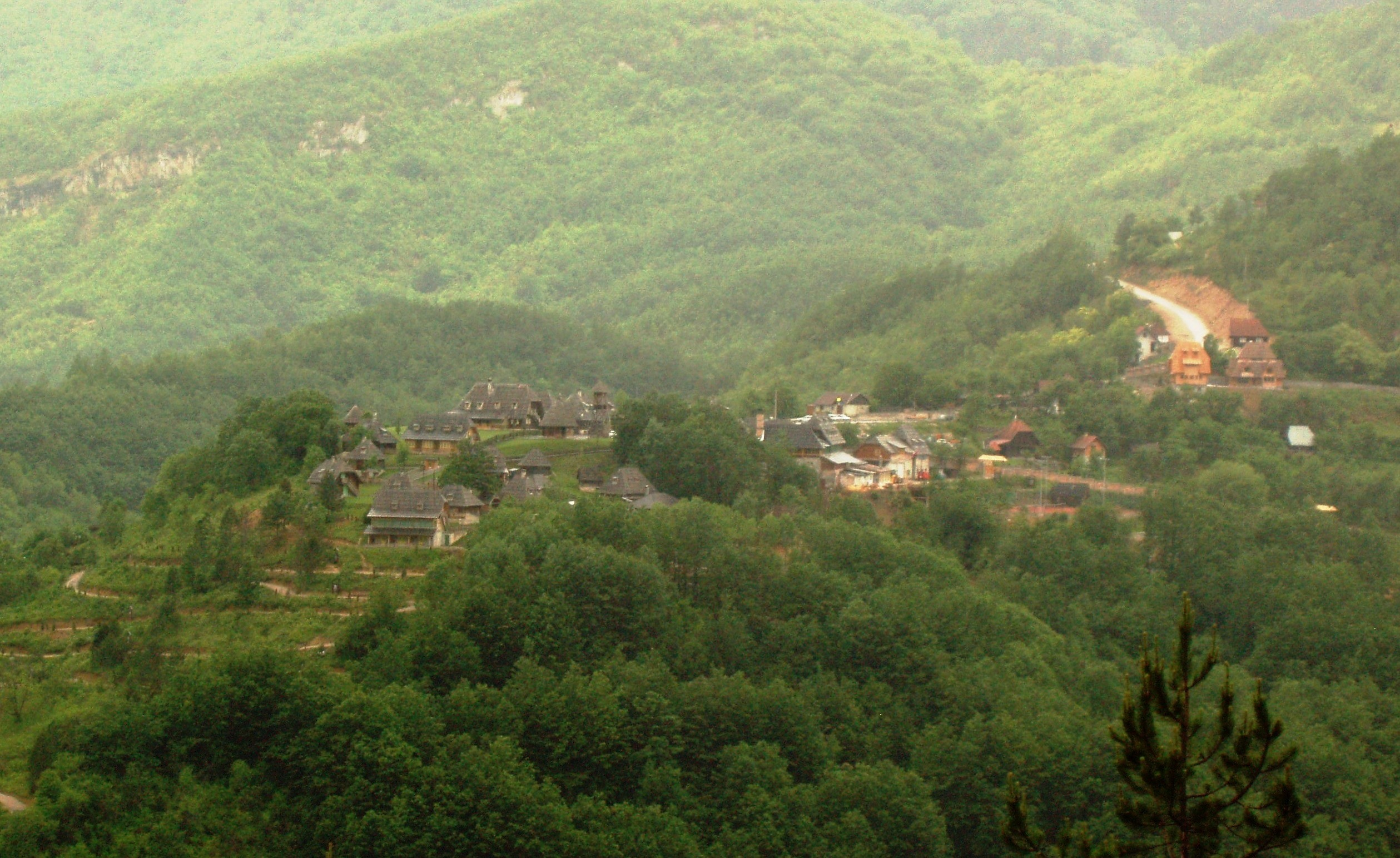
Távlati kép
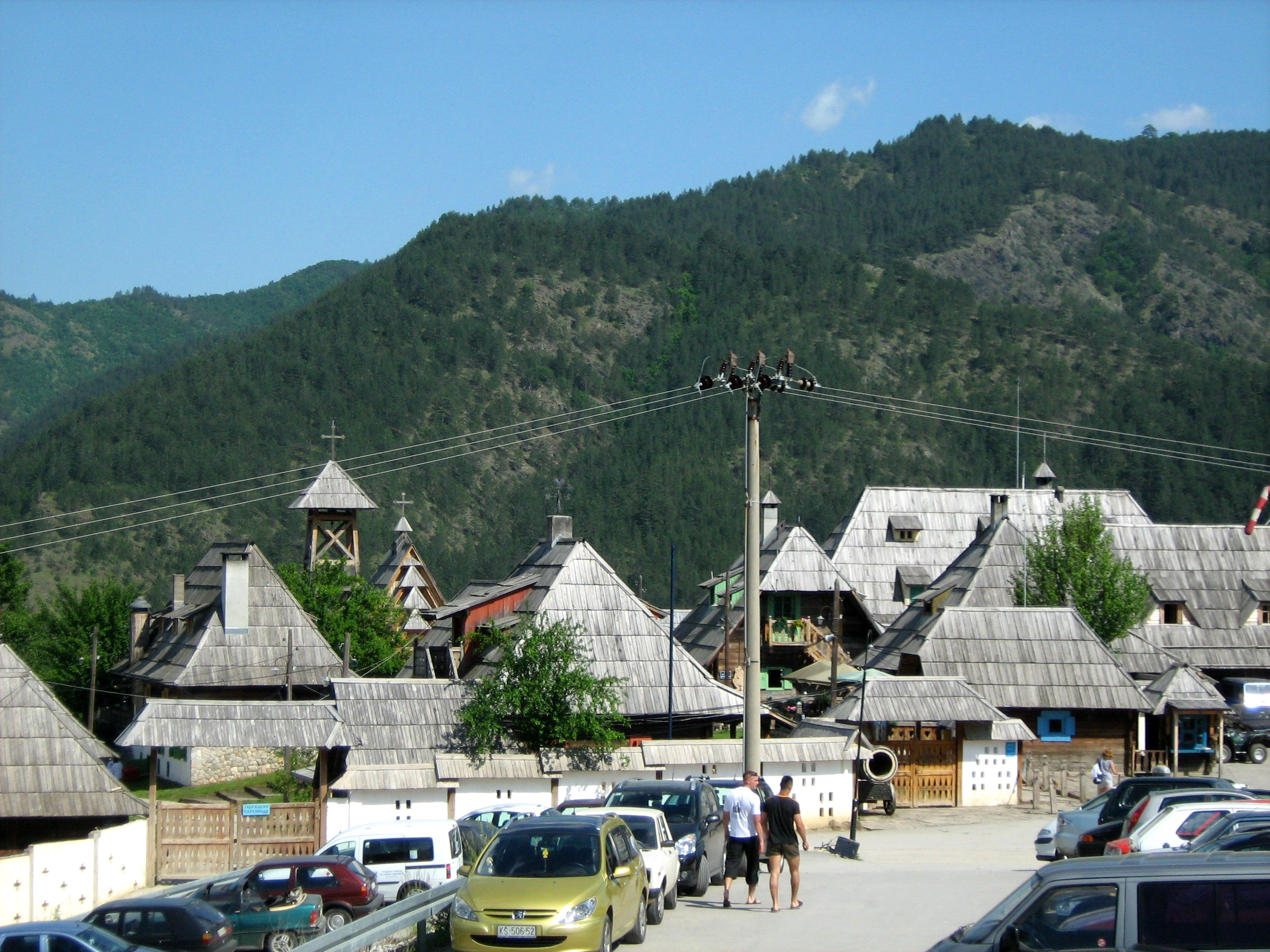
Bejárat a faluba
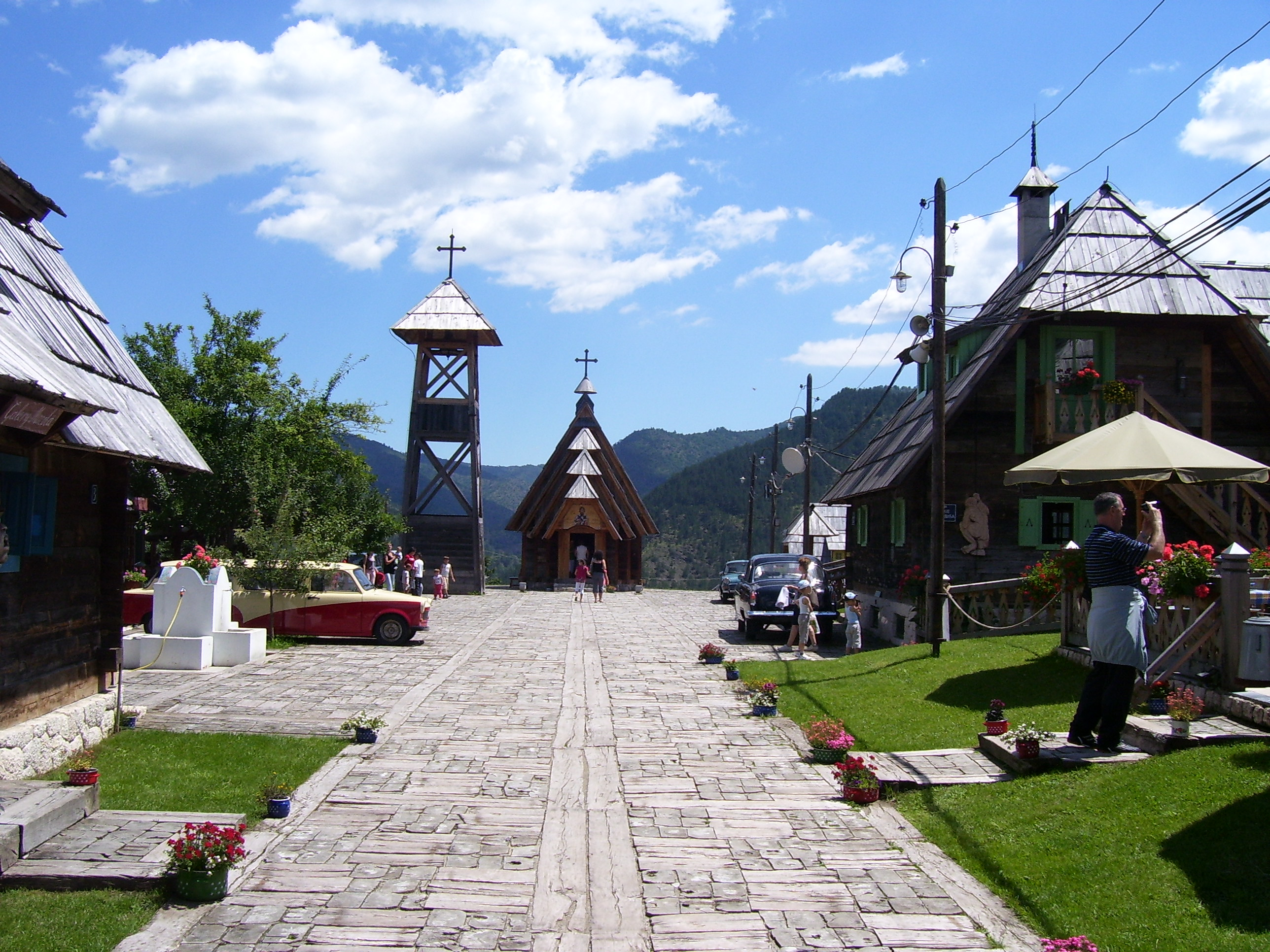
A főutca és a templom
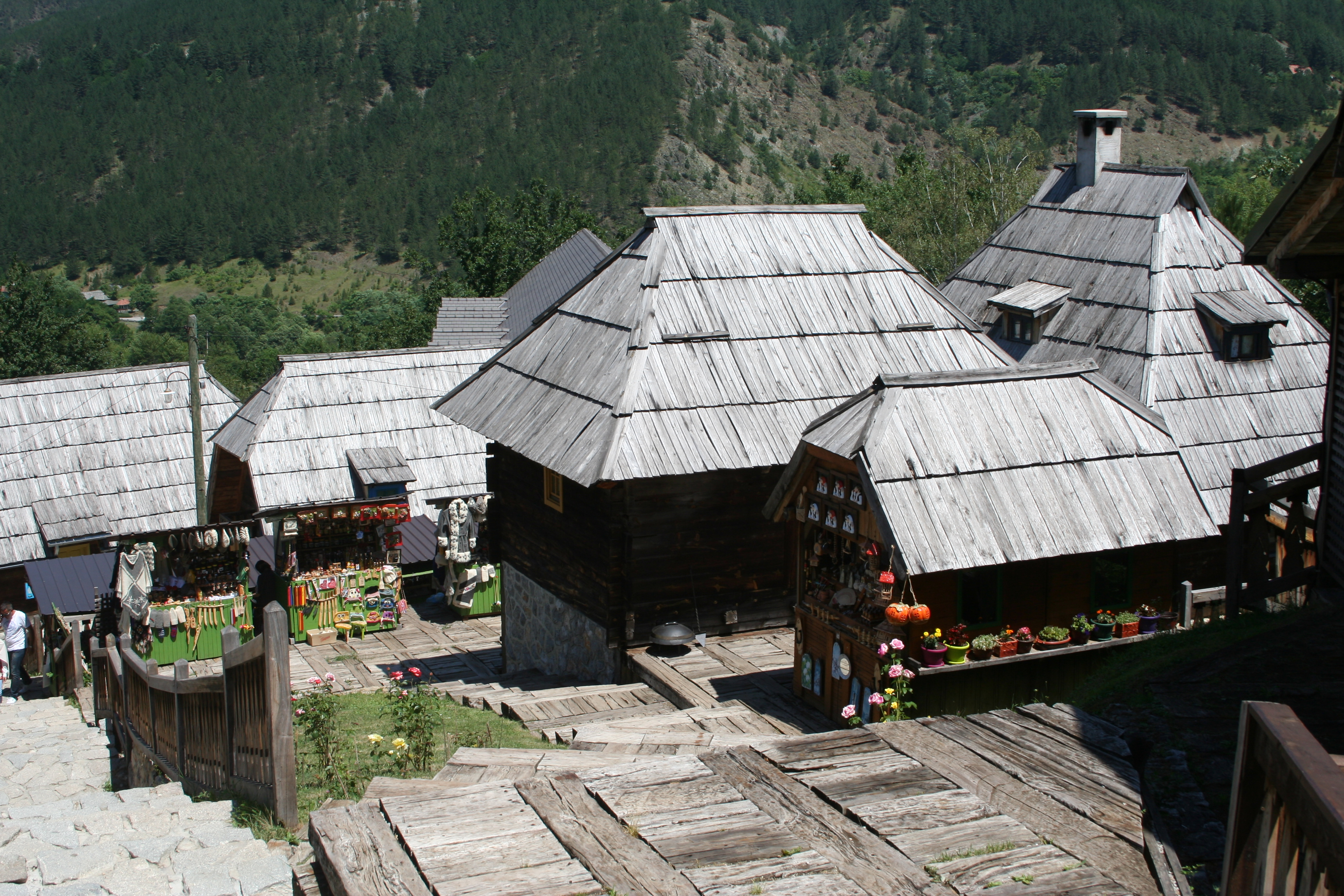
Házak
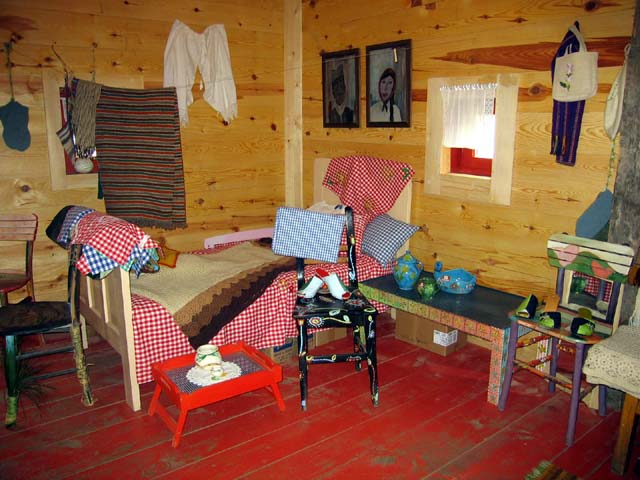
Szobabelső

## Kapcsolódó oldalak
- Andrićgrad
- Šargani nyolcas